# Юташ
Юташ (угор. Jutas, Юточа, угор. Jutocsa; пом. до 945) — угорський вождь з династії Арпадів, за трактатом «Про управління імперією» третій син Арпада. Після того як угорці захопили Паннонію, він влаштувався на березі річки Шарвіз. У Юташа від невідомої дружини був син Файс, який згодом став князем угорців. На думку історика Дьордя Дйорффі, з його ім'ям можуть бути ототожнені назви, що вказують, що його стоянка знаходилася на території історичного комітату Толна.